# Commando de Penfentenyo
Le  commando de Penfentenyo est l'un des sept commandos marine de la Marine nationale française.
Héritier direct du 1er bataillon de fusiliers marins commandos qui s'était constitué durant la Seconde Guerre mondiale en Grande-Bretagne, ce commando porte le nom de l'enseigne de vaisseau Alain de Penfentenyo de Kervéréguin, blessé mortellement le 12 février 1946, lors d’une opération de nettoyage d’îlots de résistance vietminh sur le fleuve Dong Nai, en Indochine française.
En 1992, le commando a été rattaché au Commandement des opérations spéciales.
Le commando de Penfentenyo est basé à Lorient. Il est spécialisé dans la reconnaissance de sites et d'installations maritimes et dans le renseignement tactique en vue de la préparation d'une opération (groupe palmeurs, collecte de l'information, infiltration et exfiltration de personnel, aérolargage à la mer sans recueil (Tarpon), appuis divers).

## Histoire et opérations

### Les premières affectations
Créé en 1947, le commando de Penfentenyo est successivement embarqué sur le Richelieu, le Georges Leygues et le Montcalm.
Il revient en métropole à la Base d'aéronautique navale de Fréjus-Saint Raphaël pendant le reste de la guerre d'Indochine comme commando d'instruction. Il fait partie de l'escadre de Méditerranée, se trouvant ainsi sous les ordres de l'Amiral d'escadre.
En 1952, il mène avec le commando Trépel des opérations de maintien de l'ordre en Tunisie (Bizerte, Sfax). En 1955, des missions semblables lui sont attribuées au Maroc au sein du nouveau corps amphibie de la Marine. Il rallie ensuite l'Algérie dans la région de Collo puis Herbillon. En 1956, le commando de Penfentenyo débarque à Port-Saïd dans le cadre des opérations du canal de Suez. En 1957, de retour en Algérie, il intervient à Nemours, Sefra, Aflou, Frenda, Geryville, Thiersville, Sassel et Oran. En 1960, il participe à l'opération Sauterelle. Durant cette opération, les hommes du commando réussirent à tuer un des plus importants chefs rebelles du FLN, Zakaria.
Le commando est breveté parachutiste en juin 1960, date à laquelle tous les commandos marine sont devenus parachutistes. De retour en France en 1962, à Saint-Mandrier, il s'installe à Lorient en 1969 avec les autres commandos. Depuis 1975, « Penfen » assure une permanence régulière en république de Djibouti.

### La mutation
En 2001, une réorganisation des commandos marine attribue une spécialité à chaque unité. « Penfen » est choisi pour la reconnaissance et le renseignement tactique. Il accueille donc les escouades « RECO » des autres commandos.
Aujourd'hui il met en œuvre trois groupes RECO et un groupe spécialisé en renseignement opérationnel (ROPS) soutenu par une escouade de commandement et de transmission (ECT). Son effectif total approche la centaine d'hommes.

### Actions notoires
- 1978 : Opération Tacaud au Tchad.
- 1984 : Le commando participe au désengagement des troupes françaises de la FMSB à Beyrouth, au Liban.
- 1987 : Il effectue plusieurs missions de contrôle d'embargo dans le Golfe Persique, dans le cadre de la guerre Iran-Irak.
- 1992 : Protection de l'aéroport de Sarajevo en ex-Yougoslavie.
- 1993 : Participation aux missions Sharpguard et Balbuzard de contrôle de l'embargo en ex-Yougoslavie.
- 1996 : Force d'interposition durant la guerre de Bosnie-Herzégovine, jusqu'en 2000.
- 1996 : Mission Malebo pour sauver des otages dans l'ex-Zaïre.
- 1997 : Une mission dans les TAAF (Terres australes et antarctiques françaises) avec le commando de Montfort.
- 1998 : Déployé pour protéger les ressortissants français dans l'ex-Zaïre et en Guinée-Bissau.
- 2003 : Une autre mission dans les TAAF à bord du Nîvose, en février.
- 2003 : Retrait des troupes stationnées au Kosovo, dernière présence dans les Balkans.

## Fanion
Le 24 mai 2012, son fanion est décoré de la croix de la valeur militaire avec une palme.